# Alpy Julijskie
Alpy Julijskie (słoweń. Julijske Alpe, wł. Alpi Giulie) – część Południowych Alp Wapiennych rozciągających się równoleżnikowo na długości ok. 100 km od północno-wschodnich Włoch, do Słowenii. Ograniczone są od północy doliną Sawy, a na zachodzie dolinami Tagliamento i Felli. Od Alp Karnickich oddziela je rejon Pontebba-Tarvisio.

## Najwyższe szczyty
Najwyższym szczytem Alp Julijskich jest Triglav (2864 m n.p.m.)
Inne ważne szczyty:
- Jôf di Montasio 2755 m
- Škrlatica 2740 m
- Mangart 2679 m
- Jôf Fuart 2666 m
- Jalovec 2645 m
- Razor 2601 m
- Kanin 2582 m
- Kanjavec 2568 m
- Prisojnik 2546 m

- Stenar 2501 m
- Prestreljenik 2500 m
- Špik 2472 m

## Opis
Na ich terenie rozwinęła się gospodarka leśna, hodowla i przede wszystkim turystyka. Najważniejsze ośrodki sportów narciarskich znajdują się w miejscowościach Bovec, Kranjska Gora, Ratece-Planica i Bled w Słowenii oraz w Tarvisio i na Sella Nevea we Włoszech.
Znaczna część Alp Julijskich po stronie słoweńskiej objęta jest ochroną w ramach Triglavskiego Parku Narodowego. Alpy Julijskie dzielą się także na pomniejsze pasma, m.in. Polovnik czy Spodnje Bohinjske.